# Масленникова Віра Миколаївна
Віра Миколаївна Масленникова (29 квітня 1926 — 14 серпня 2000) — радянський і російський математик, фахівець у галузі диференціальних рівнянь з частинними похідними, математичної гідроаеродинаміки та функціональних просторів. Доктор фізико-математичних наук, професор, лауреат Державної премії СРСР, заслужений діяч науки Росії.

## Життєпис
Народилася 1926 року в с. Прилуки (під Вологдою) Російської РФСР. Рано втратила батьків в 1937 році. У 1941 році вступила до Московського текстильно-технічного училища. У складі 413-го окремого зенітно-артилерійського дивізіоні Червної армії брала участь у німецько-радянській війні.
У 1951 році закінчила механіко-математичний факультет МДУ імені М. В. Ломоносова. Потім вступила до аспірантури Математичного інституту імені В. А. Стеклова під керівництвом Сергія Соболєва. У 1954 році захистила кандидатську дисертацію за темою «Фундаментальні розв'язки початково-крайових задач для систем гідродинаміки обертових рідин з урахуванням стисливості» і була призначена на посаду наукового співробітника цього ж Математичного інституту Академії Наук СРСР. Працювала в цьому закладі два десятиліття — до 1974 року.
В 1971 році захистила дисертацію та отримала науковий ступінь доктора фізико-математичних наук, в через три роки — вчене звання професор (1974).
У 1975—1996 році працювала на посаді завідувачки кафедри диференціальних рівнянь та функціонального аналізу Російського університету дружби народів імені Патріса Лумумби (РУДН). Продовжувала тут працювати аж до своєї смерті в 2000 році.

## Наукова діяльність
Віра Масленникова працювала в галузі диференціальних рівнянь з частинними похідними, математичної гідроаеродинаміки рідин та функціональних просторів. Вчена опублікувала понад сто сорок наукових робіт.

## Нагороди та звання
- Державна премія СРСР (1986; у складі колективу на чолі з академіком С. Л. Соболєвим),
- Золота медаль Бернарда Больцано Чехословацької Академії наук (1985; за заслуги у розвитку математичних наук),
- Орден Вітчизняної війни II ступеня (1985),
- Заслужений діяч науки Російської Федерації (1992).